# Nishi-ku (Niigata)
Nishi-ku (西区?) es uno de los ocho distritos administrativos que conforman la ciudad de Niigata, capital de la prefectura de Niigata, en la región de Hokuriku, Japón. El 1 de marzo de 2021 tenía una población estimada de 160 809 habitantes y una densidad de población de 1709 personas por km².

## Geografía
Nishi-ku se encuentra en la parte central de ciudad de Niigata, bordeada por el mar de Japón al norte. El río Shinano fluyen a través del barrio.

## Historia
El barrio fue creado en 2007 cuando Niigata se convirtió en ciudad designada por decreto gubernamental.